# Canal de dérivation de la rivière Rouge

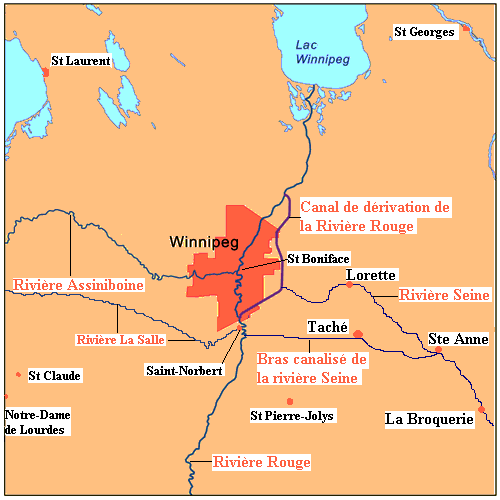
Canal de dérivation de la rivière Rouge contournant Winnipeg.

Le Canal de dérivation de la rivière Rouge est une voie d'eau artificielle qui détourne une partie des eaux de la rivière Rouge dans sa traversée de la ville de Winnipeg dans le Manitoba au Canada. Il a été désigné lieu historique national en 2000.

## Histoire
Ce canal de dérivation de la Rivière Rouge fut mis en service en 1969. Sa longueur est de 47 kilomètres. La largeur de ce canal permet un débit de 2 550 m3 par seconde.
Ce canal fut rendu nécessaire pour mettre un terme aux nombreuses inondations provoquées par les crues de la rivière Rouge, en particulier celle de 1950.
C'est le Premier Ministre du Manitoba, Monsieur Dufferin Roblin, membre du Parti progressiste-conservateur du Manitoba qui fut l'instigateur de ce projet.
Les travaux commencèrent le 2 octobre 1962 et durèrent jusqu'en mars 1968.
En 1997, lors des crues exceptionnelles, le canal de dérivation permit de limiter les dégâts. À la suite de ces nouvelles inondations, un projet d'extension est avancé qui permettrait de renforcer la capacité d'écoulement des eaux et de permettre un débit atteignant les 4000 mètres cubes par seconde.